# Mark Catesby

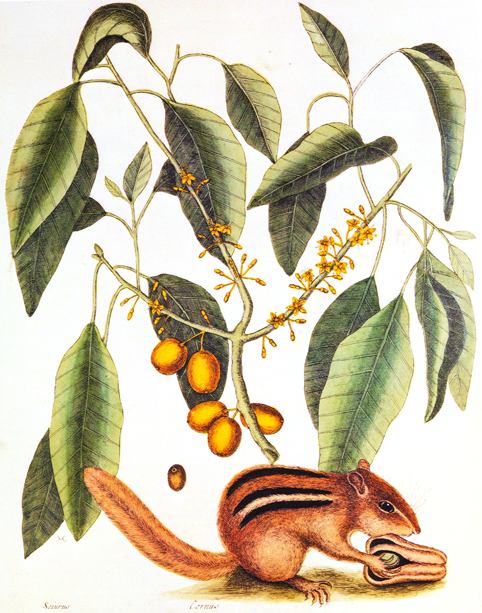
Lámina de Natural History of Carolina, Florida and the Bahama Islands (1731-1743).

Mark Catesby (Essex, 24 de marzo de 1683 - Londres, 23 de diciembre de 1749) fue un naturalista británico. Entre 1731 y 1743 publicó su Natural History of Carolina, Florida and the Bahama Islands, la primera obra impresa sobre la flora y fauna de Norteamérica. Ésta incluía 220 láminas de aves, reptiles, anfibios, peces, insectos y mamíferos.
El padre de Catesby fue un abogado. Catesby estudió historia natural en Londres antes de establecerse en Virginia con su hermana en 1712. Después se instaló en Carolina del Sur, y viajó a otras partes de la costa este de Norteamérica y las Indias Occidentales, recogiendo plantas y aves. Muchos de estos especímenes fueron enviados a Hans Sloane en Londres. Volvió a Inglaterra en 1726.
Carolus Linnaeus incluyó mucha de la información de Natural History en la décima edición de su Systema Naturae (1758).

## Obra
- Mark Catesby. 1731. The Natural History of Carolina, Florida & (vol. 1). ed. en línea de Rare Book Room
- Mark Catesby. 1743. The Natural History of Carolina, Florida & (vol. 2). ed. en línea de Rare Book Room
- Mark Catesby. 1743. The Natural History of Carolina, Florida & the Bahamas. Colección digital de [http://www.rowanpubliclibrary.org Biblioteca Pública Rowan
- Mark Catesby. The Natural History of Carolina, Florida & the Bahamas ed. online: imágenes de alta calidad y texto amigable de "American Studies Programs at the University of Virginia"

## Epónimos
- (Lauraceae) Laurus catesbyana Michx.[1]
- (Lauraceae) Gymnobalanus catesbyanus Nees[2]
- (Lauraceae) Nectandra catesbyana Sarg.[3]
- (Lauraceae) Ocotea catesbyana Sarg.[4]
- (Lauraceae) Persea catesbyana Chapm.[5]
- (Ranunculaceae) Clematis catesbyana Pursh[6]